# Ganomymar dessarti
Ganomymar dessarti är en stekelart som beskrevs av De Santis 1972. Ganomymar dessarti ingår i släktet Ganomymar och familjen dvärgsteklar.
Artens utbredningsområde är Madagaskar. Inga underarter finns listade i Catalogue of Life.